# Helicteres heptandra
Helicteres heptandra är en malvaväxtart som beskrevs av L. B. Smith. Helicteres heptandra ingår i släktet Helicteres och familjen malvaväxter. Inga underarter finns listade i Catalogue of Life.